# Упадок Америки
Упадок Америки – идея об уменьшении мощи США в геополитической, военной, финансовой, экономической и технологической сферах. Термин также может быть отнесен к демографии, социальным, моральным, духовным и культурным аспектам, а также к вопросам здравоохранения и окружающей среды.
Масштабы характер и темпы упадка являются предметом споров специалистов. По мнению ряда ученых, восприятие американцами своей родины, как страны в глубоком упадке, является частью американской культуры на протяжении десятилетий вне зависимости от реального положения вещей.
С конца 2010-х сторонники идеи упадка Америки называют его проявлениями сокращение военного преимущества США, бюджетный дефицит, а также, возвышение Китая как потенциальной сверхдержавы. Однако, не существует консенсуса по поводу реальности падения влияния США и способности Китая бросить вызов их лидерству.

## Оценка

### Дефицит бюджета и военные расходы
Историк Пол Кеннеди назвал самой важной причиной наступления упадка великих держав дефицит бюджета, особенно в связи с высокими военными расходами. Согласно приведенным оценкам, суммарные расходы на войны в Ираке и Афганистане к 2017 году составили 4,4 триллиона долларов. В 2011 году военный бюджет США в реальном выражении достиг максимального значения после Второй мировой войны. Военный бюджет США практически равен оборонным расходам всех других стран вместе взятых.

### Геополитическое перенапряжение
Историк Эммануэль Тодд назвал маскировкой упадка агрессию и расширение активности в военной сфере. В качестве примера были приведены СССР в 1970-х годах и Римская империя.
В 2005 году в мире насчитывалось 38 крупных и средних американских военных баз, что примерно соответствовало показателю Британской империи в 1898 году, который был назван высшей точкой её развития. По оценке Пола Кеннеди, их расположение примерно соответствует географии баз Британской империи до Первой мировой войны.

### Культура
Ряд комментаторов (Аллан Блум, Э. Д. Хирш и Рассел Джейкоби) придерживаются мнения, что американская культура находится в упадке. По мнению Сэмюэла П. Хантингтона американская культура переживает постоянный упадок уже с конца 1950-х. По его мнению, этот процесс характеризовался несколькими волнами: реакция на запуск СССР спутника, война во Вьетнаме, нефтяной шок 1973 года, напряженность с СССР в конце 1970-х годов, общее беспокойство, сопровождавшее окончание Холодной войны.
По мнению американского историка Рассела Джейкоби упадку американской культуры способствовали начавшиеся после Второй мировой войны рост академического марксизма, радикальной политической экономии и критических литературных и культурных исследований.

### Политическая поляризация
По мнению политолога Джонатана Хопкина десятилетия неолиберальной политики превратили США в крайний пример подчинения общества грубой силе рынка. Это привело к беспрецедентному уровню неравенства и нестабильности финансовой и политической систем, а также стало причиной «восстаний» - президентской кампании Берни Сандерса в 2016 году и приходу к власти Дональда Трампа.

### Экономика
Экономист Джеффри Сакс отметил снижение доли США в мировом доходе: в 1980 году она составляла 24,6% , а в 2011 году упала до 19,1%. Соотношение среднего заработка генерального директора к средней зарплате рабочего выросло с 24:1 в 1965 году до 262:1 в 2005 году.
В 2018 году Бюро переписи населения зафиксировало самый высокий уровень неравенства доходов

## Опросы общественного мнения
Согласно опросу исследовательского центра Pew, проведенного в 2019 году, большинство американцев прогнозируют ослабление экономики США, более широкий разрыв между богатыми и бедными и риски для рынка труда в связи с автоматизацией.
В опросе, проведенном в январе 2021 года среди 1019 американцев, 79% опрошенных заявили, что Америка «разваливается».